# Dunthuru, Kanakapura
Dunthuru là một làng thuộc tehsil Kanakapura, huyện Ramanagara, bang Karnataka, Ấn Độ.